# Charles Nordhoff
Charles Bernard Nordhoff (ur. 1 lutego 1887 w Londynie, zm. 10 kwietnia 1947 w San Francisco) – amerykański pisarz urodzony w Anglii.

## Biografia
Urodził się jako syn amerykańskich rodziców. We wczesnym dzieciństwie Nordhoff przeniósł się z rodziną do Stanów Zjednoczonych. Większość swojej młodości spędził na ranczo swojego ojca w pobliżu Santa Barbara (Kalifornia). Uczęszczał na Uniwersytet Stanforda przez rok, ale potem przeniósł się na Uniwersytet Harvarda, otrzymując tytuł licencjata w 1909 roku.
W latach 1909–1911 Nordhoff pracował na plantacji cukru ojca w Meksyku. Od 1911 do 1916 był sekretarzem i skarbnikiem w Tile and Fine Brick Company w Kalifornii.
Podczas I wojny światowej służył jako kierowca w Korpusie Pogotowia Ratunkowego, a także jako lotnik we francuskich siłach powietrznych, a potem w United States Army Air Service, osiągając stopień porucznika. Po wojnie Nordhoff spędził większość swojego życia na wyspie Tahiti, gdzie poślubił Pepe Tearę, Polinezyjkę, z którą miał cztery córki i dwóch synów.
Był autorem wielu powieści przygodowych. Większość z nich napisał wspólnie ze swoim przyjacielem Jamesem Normanem Hallem.

## Wybrane publikacje
- The Fledgling, 1919
- The Lafayette Flying Corps (wspólnie z Jamesem Normanem Hallem), 1920
- Faery Lands of the South Pacific (wspólnie z Jamesem Normanem Hallem), 1921
- Picarò, 1924
- The Pearl Lagoon, 1924
- The Derelict, 1928
- Falcons of France (wspólnie z Jamesem Normanem Hallem), 1929
- The Bounty Trilogy (wspólnie z Jamesem Normanem Hallem)
  - Mutiny on the Bounty, 1932
  - Men Against the Sea, 1933
  - Pitcairn’s Island, 1934
- The Hurricane (wspólnie z Jamesem Normanem Hallem), 1936
- The Dark River (wspólnie z Jamesem Normanem Hallem), 1938
- No More Gas (wspólnie z Jamesem Normanem Hallem), 1940
- In Yankee Windjammers, 1940
- Botany Bay (wspólnie z Jamesem Normanem Hallem), 1941
- Men Without Country (wspólnie z Jamesem Normanem Hallem), 1942
- High Barbaree (wspólnie z Jamesem Normanem Hallem), 1945